# オートラマ
オートラマ (Autorama) は、かつて日本に存在した自動車販売網のブランドである。日本のマツダとアメリカ合衆国のフォード・モーターが協業したフォード車専門の販売チャネルである。

## 概要・沿革

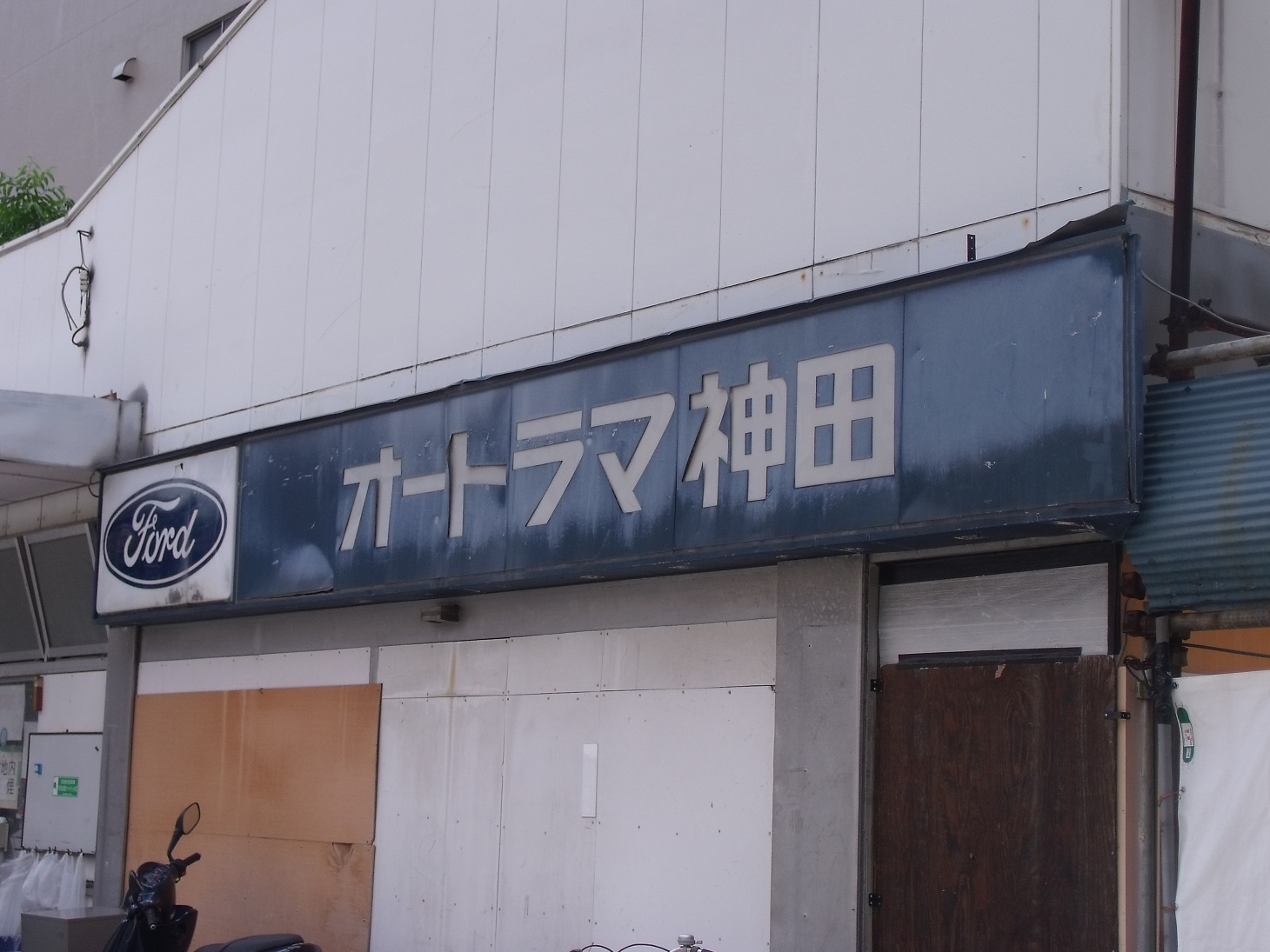
初期店舗サイン（旧ジャスコカーライフ・オートラマライフ東京神田店）

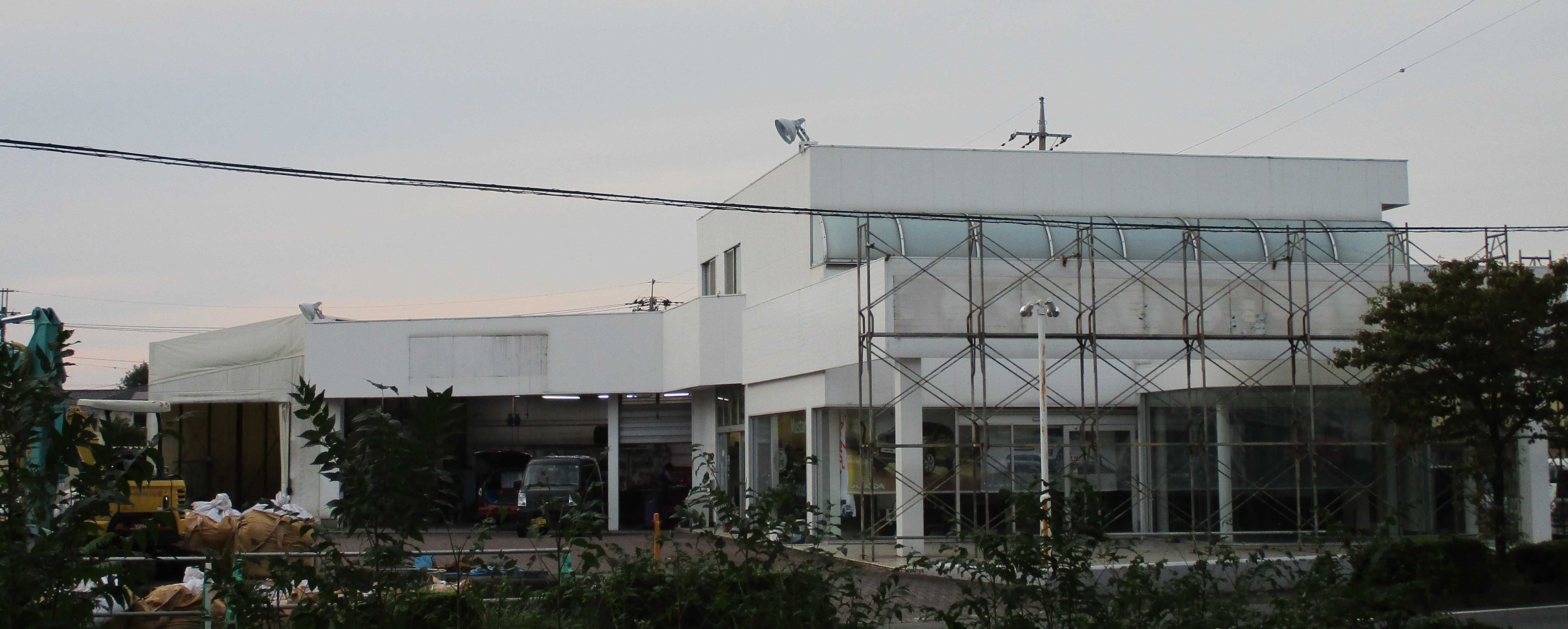
旧オートラママエダ鶴ヶ島店（前田製作所）

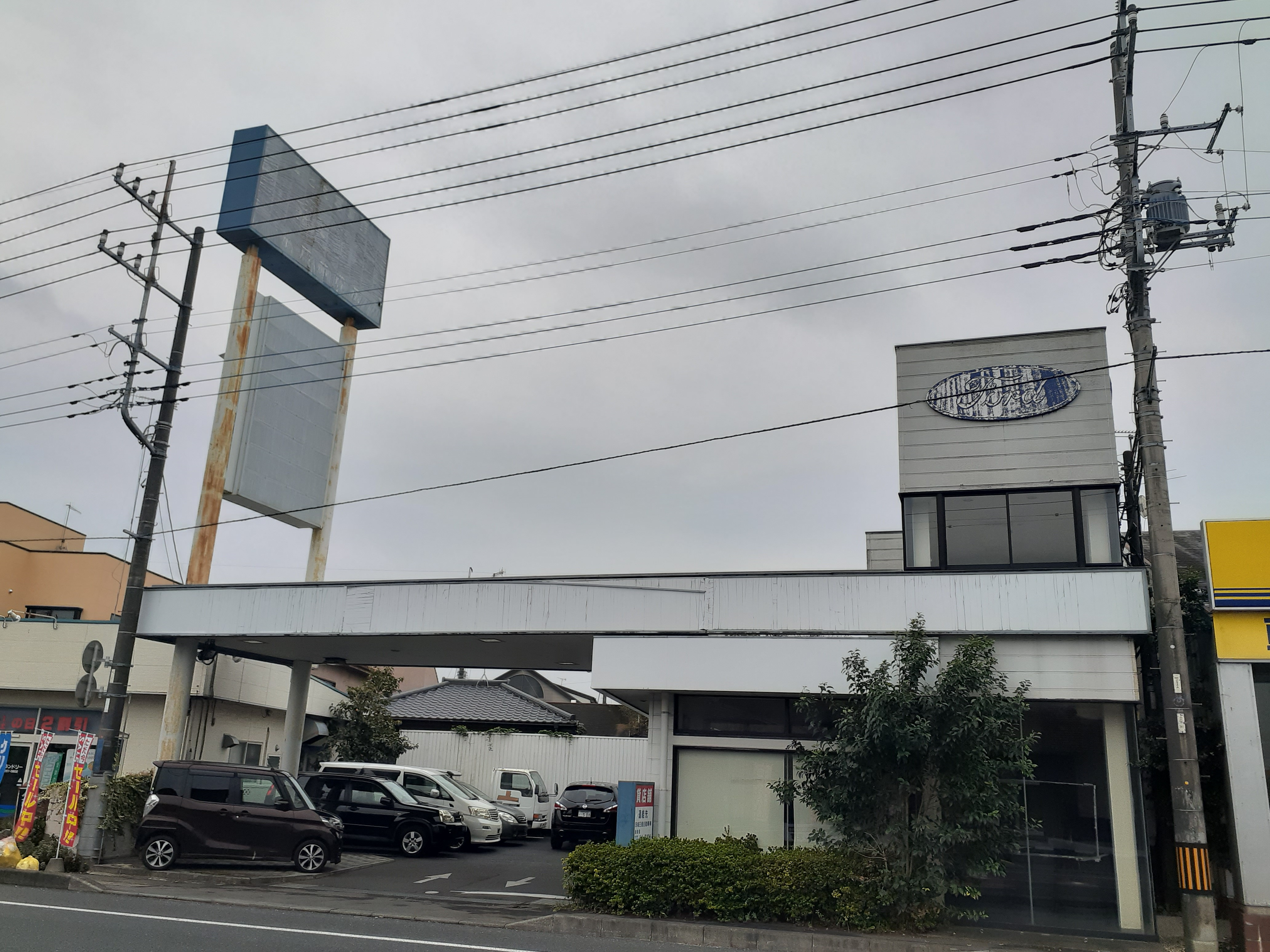
旧フォード新茨城水戸赤塚店（茨城日産自動車）

- かつて、1974年（昭和49年）設立の「フォード自動車（日本）」を総輸入元として、近鉄モータース、北海自動車工業、カメイオート、日光社、欧米モータースなど有力輸入車ディーラー各社が正規販売店として、日本でフォード車を販売した。
- 1979年（昭和54年）にフォードがマツダへ資本参加したことを契機に、マツダの第3チャネル（販売系列）を展開するプランが持ち上がった。
- 1981年（昭和56年）に全国オートラマ店の統括会社（ディストリビューター）として「株式会社オートラマ」が設立された。 オートラマはオートモービル (Automobile) とパノラマ (Panorama) からなる造語である。フォード自動車とマツダが出資で開設する予定であったが、初期資本は全国有力マツダ系ディーラーや損害保険各社が出資した。

- 1982年（昭和57年）に全国展開を開始した。「エンジョイ・カーライフ」「世界一の流通生産性の実現」をコンセプトにし、従来の自動車ディーラーの常識とは正反対のビジネスモデルを構築した。ディーラーの形態を「営業所」から「ショップ」という概念に置き換え、オープン当時は店頭誘客を図るためにカーライフグッズ (CLG) をショップに導入。「車に関する全てを取り扱うトータルオートセンターを目指し、新車だけではなく中古車・カー用品なども積極的に取り扱う」「訪問販売ではなく店頭販売」「売れた分だけ発注すればよいので過剰在庫を抱えて値引き乱売する必要はない。その代わりメーカーからのインセンティブは一切なし」[2]。これらの全く新しい営業スタイルを武器として、店舗展開の際、異業種資本の参入を積極的に進めた。そのため、マツダ系ディーラーや古くからのフォード販売会社のみならず、自動車ビジネスと縁もゆかりもない様々な会社がオートラマ販売網に参加した。この方法論は後のユーノスとオートザムの全国展開でも踏襲され、成果をあげた。

参入した異業種会社一例、後にフォード店へ転換したものを含む
交通：北陸鉄道、滋賀交通、中国バス、東海自動車（東海車輌サービス）、京成電鉄。
商社：三井物産、伊藤忠商事、トーメン。
スーパーマーケット：ジャスコ（及び子会社の伊勢甚）、フジ（フォードフジ）、マルナカ、スーパー大栄、イズミヤ、原信、マルエツ、カスミ、キョーエイ、フレッセイ、藤越。
ホームセンター：ジュンテンドー、ケーヨー、カンセキ、エンチョー。
その他：エンケイ、共同石油、吉田産業、前田製作所、あおい商事、NTTエステックス、マツダアクセサリーサービス、東方会館。
- 1982年（昭和57年）、広島生産の「フォード・レーザー」「フォード・テルスター」「フォード・スペクトロン」を発売。これらの車種はそれぞれ「ファミリア」「カペラ」「ボンゴ」の姉妹車。全国第1号店として、愛知県のマツダ系の純正用品販売会社「マツダアクセサリーサービス」（フォード名古屋）[3]が「オートラマ東名・四軒家店」を名古屋市守山区森孝新田[4]にオープン。
- 1986年（昭和61年）、初の専売車種として「フォード・フェスティバ」が発売される。
- 1987年（昭和62年）、マツダが一部フォード車の正規輸入権を取得し、「フォード・トーラス」の輸入販売を開始する。
- 1989年（平成元年）、マツダとフォードとでオートラマに出資（39 %・34 %）
- 1992年（平成4年）、マツダとフォードとで、オートラマへの出資比率を45.1 %で均等化、同時に輸入権がフォード自動車（日本）に再移管された。
- 1994年（平成6年）、全国の店舗名を「オートラマ店」から「フォード店」へ変更する。これにより輸入車ビジネスに興味を持っていた、日産やトヨタの地方ディーラーが続々と参入するようになった。そして店舗名の変更に伴い、全国の運営法人の名称も「株式会社オートラマ○○」から「株式会社フォード○○」に変更される。

参入した他社ディーラー例（現在フォード店として営業中のものも含む）…埼玉日産自動車、東京日産自動車販売、トヨタカローラ秋田、名古屋トヨペット、長野日産自動車、ネッツトヨタ神奈川、トヨタ勝又グループ、大阪日産自動車、日産サニー湘南（日産サティオ湘南）、茨城日産自動車
- 1997年（平成9年）、社名を「フォードセールスジャパン」に変更し、本社を東京都新宿区の新宿センタービルから東京都港区虎ノ門の秀和神谷町ビルに移転した。
- 1999年（平成11年）3月、マツダが所有するフォードセールスジャパン株がフォードに買い取られ、その他出資企業の保有分もフォードに買い取られ、フォード自動車（日本）と統合して正式に「フォード・ジャパン」が設立された。
- 同時に、直営販売会社として「フォード・ジャパン・ディーラー・リミテッド」が設立され、のちに東京・千葉・埼玉の一部フォード店、旧フォード関西全店舗（大阪の大手スーパーイズミヤが経営していた）を運営していた。

以後はフォード・ジャパンに詳述がある。

## 取り扱い車種
年号は生産年基準

### 北米製
- エクスプローラー
- マスタング
- トーラス (en)  1989 - 1997
- サンダーバード 少数輸入枠 1990-1993
- リンカーンコンチネンタル 少数輸入枠
- リンカーンLS 少数輸入枠

### 欧州製
- モンデオ
- Ka
- フォーカス
- フォーカスC-MAX (en)
- フィエスタ
- フォード・ギャラクシー (en) 1995 - 2006

### アメリカ・AAI製
| 外観                 | 車種名   | 初登場年 | 販売終了年 | 世代数 | 備考 |
| -------------------- | -------- | -------- | ---------- | ------ | ---- |
| Probe （写真は初代） | プローブ | 1988年   | 1997年     | 2代    |      |

### 日本・マツダ製
| 外観                    | 車種名                 | 初登場年 | 販売終了年 | 世代数 | 備考 |
| ----------------------- | ---------------------- | -------- | ---------- | ------ | --- |
| TELSTAR （写真は5代目） | テルスター             | 1982年   | 2001年     | 5代    | マツダカペラ、クロノス、MS-6のバッジエンジニアリング車。 4ドアセダン、5ドアハッチバック、ワゴンが設定された。                                     |
| TELSTARII               | テルスターII           | 1994年   | 1997年     | 1代    | 6代目マツダカペラのバッジエンジニアリング車。 4ドアセダンが設定された。 販売当時テルスターも併売されていた。                                      |
| LASER （写真は3代目）   | レーザー               | 1982年   | 2000年     | 5代    | マツダファミリアのバッジエンジニアリング車(3代目除く)。 3ドア・5ドアハッチバック、4ドアセダンが設定された。 3代目はファミリアと異なる外板だった。 |
| Festiva （写真は初代）  | フェスティバ           | 1986年   | 1997年     | 2代    | 初代は欧州・豪州向けのマツダ121のバッジエンジニアリング車（日本では2代目含みフォードブランド専売）。 3ドアハッチバックが設定された。              |
| Festiva MINIWAGON       | フェスティバミニワゴン | 1996年   | 2002年     | 1代    | デミオのバッジエンジニアリング車。 5ドアステーションワゴンが設定された。                                                                          |
| IXION                   | イクシオン             | 1999年   | 2003年     | 1代    | プレマシーのバッジエンジニアリング車。 5ドアステーションワゴンが設定された。                                                                      |
| SPECTRON                | スペクトロン           | 1983年   | 1997年     | 1代    | ボンゴのバッジエンジニアリング車。 |
| FREDA                   | フリーダ               | 1995年   | 2002年     | 1代    | ボンゴフレンディのバッジエンジニアリング車。 |
| J80                     | J80                    | 1983年   | 1997年     | 1代    | ボンゴバン・トラックのバッジエンジニアリング車。                                                                                                  |
| J100                    | J100                   | 1983年   | 1997年     | 1代    | ボンゴブローニイバン・トラックのバッジエンジニアリング車。                                                                                        |

### 韓国・起亜自動車製
| 外観     | 車種名        | 初登場年 | 販売終了年 | 世代数 | 備考                                                         |
| -------- | ------------- | -------- | ---------- | ------ | ------------------------------------------------------------ |
| Festiva5 | フェスティバ5 |          |            | 1代    | キア・プライドを日本に導入。 5ドアハッチバックが設定された。 |
| Festivaβ | フェスティバβ |          |            | 1代    | キア・プライドを日本に導入。 4ドアセダンが設定された。       |

### 老舗フォード車輸入・販売会社による取り扱い
オートラマ販売網展開に当たっては、戦前や戦後直後から自らフォード車を輸入・販売を行ってきた、所謂「老舗」のフォードディーラーも多数参加している。
近鉄モータースもオートラマ販売網に参加したが、近鉄モータースはリンカーン・マーキュリーの輸入権を保有し自社の販売網も構築していたことで、両方の販売網に参加している販売会社は、リンカーン・マーキュリー車も併売した。

### その他
沖縄県は老舗フォードディーラーの「コーラルアイルモータース」がオートラマ車を扱ったが、1980年代後半以降、1991年末に「フォード沖縄」（2000年代後半に廃業）が設立されるまで、オートラマ系列の店舗はなかった。その間、地元中古車販売業者、地元マツダ販売会社の2社がフェスティバを扱ったが、その他オートラマ車は不明。
岩手県にもオートラマ系列の店舗がなく1985年10月に開局したエフエム岩手では、FM東京をキー局にJFN系列で放送されていた『オートラマときめきのウィークエンド』（土曜10:30 - 10:55、DJ：尾崎亜美）に代わり自社制作番組の『70's MEMORY』を放送した。
自動車検査証の車名は、輸入車種は「フォード」、マツダの国内工場での生産車種は「ニホンフォード」と記された。

## その他・マスコミタイアップ
- 初期のキャッチコピー：「クルマとぼくらの衣食住」
- 『オートラマへ、愛に恋。』のキャッチコピーを90年代前半まで用いた。1991年10月発行のテルスターのカタログ背表紙左下に使用、1992年3月発行のテルスターV6のカタログは使用されていない。
- プロモーション活動にセイントフォーが起用された。
  - 映画『ザ・オーディション』に協賛して実際の店舗がロケに使われた。
  - セイントフォー1stビデオのワンシーンも実店舗で撮影が行われ収録されている。
  - 開業2周年記念特別仕様車「レーザー1500スーパースポーツ"セイントフォー"スペシャル」と「テルスター"ザ・オーディション"スペシャル」を発売
  - CMソング：セイントフォー「夢に愛に恋」
  - セイントフォー移動車名：愛に恋special号
- CMソングその1：尾崎亜美「愛に恋 Love Is Gonna Get You」
- CMソングその2：本田美奈子.「7th Bird "愛に恋"」…開業7周年記念CMソング
- 映画『プロ野球を10倍楽しく見る方法』に協賛し、アニメーション部分には「オートラマ球場」や「Autorama」の看板も登場した。
- 劇場アニメ『ゴルゴ13』作中にオートラマの店舗や車両が登場。
- TVドラマ『超新星フラッシュマン』（フェスティバを劇用車提供）
- TVドラマ『真夏の刑事』（テルスター・レーザーを劇用車提供）
- 映画『悲しい色やねん』（テルスター・レーザー・トーラスを劇用車提供）
- 映画『82分署』（マスタングコンバーチブル、エクスプローラー、フェスティバを劇用車提供）
- 映画『ウホッホ探険隊』1986年（初代フェスティバ・キャンバストップを劇用車提供）
- 楽曲：河上幸恵「DO-KI♡DO-KI」「ハートのねじ」（プロモーションスポンサーとして、J80バンを提供）
- ラジオ番組：『オートラマときめきのウイークエンド』（DJは尾崎亜美、FM東京をキー局にJFN系列で放送。先述の通りオートラマを展開していない県にはネットせず）